# Tahunet Elhalawa
Tahunet Elhalawa (tiếng Ả Rập: طاحونة الحلاوة) là một ngôi làng Syria nằm ở Al-Suqaylabiyah Nahiyah ở quận Al-Suqaylabiyah, Hama. Theo Cục Thống kê Trung ương Syria (CBS), Tahunet Elhalawa có dân số 1049 trong cuộc điều tra dân số năm 2004.